# Амазено
Амазено (итал. Amaseno) — город в Италии, расположен в регионе Лацио, подчинён административному центру Фрозиноне (провинция).
Население составляет 4223 человека, плотность населения — 55 чел./км². Занимает площадь 77 км². Почтовый индекс — 3021. Телефонный код — 00775.
Покровителем города почитается святой Лаврентий, празднование 10 августа.